# Parakatianna prospina
Parakatianna prospina är en urinsektsart som först beskrevs av John Tenison Salmon 1946.  Parakatianna prospina ingår i släktet Parakatianna och familjen Katiannidae. Inga underarter finns listade i Catalogue of Life.